# Luitgarda Saska
Luitgarda Saska, Ludgarda, (ur. ok. 845, zm. 17 listopada 885) – królowa Franków Wschodnich, córka Ludolfa, księcia Wschodnich Sasów, i Ody, córki frankijskiego możnego Billunga.
29 listopada 874 r. w Aschaffenburgu poślubiła Ludwika Młodszego (835-20 stycznia 882), syna króla wschodniofrankijskiego Ludwika II i Emmy Bawarskiej, córki hrabiego Welfa. Ludwik i Luitgarda mieli razem syna i córkę:
- Ludwik (877-879)
- Hildegarda (ok. 879-po 899), zakonnica w Chiemsee w Bawarii

Po śmierci Ludwika II w 876 r. jego synowie (Ludwik, Karol Otyły i Karloman) podzielili między siebie kraj. Ludwik otrzymał Saksonię, a po śmierci Karlomana w 880 r. Bawarię.
Ludwik III zmarł w 882 r. Luitgarda wyszła ponownie za mąż jeszcze w tym samym roku. Jej drugim mężem został książę Szwabii Burchard I (ok. 855 – 5 listopada 911), syn Adalberta II, hrabiego Thurgau. Burchard i Luitgarda mieli razem dwóch synów:
- Burchard II (883/884-29 kwietnia 926), książę Szwabii
- Udalryk (884/885-30 września 885)

Luitgarda była opisywana jako kobieta o żelaznej woli i wielkich politycznych ambicjach. Swojego drugiego męża zachęcała do aktywniejszego udziału na wschodniofrankijskiej scenie politycznej.